# Gyroweisia rohlfsiana
Gyroweisia rohlfsiana är en bladmossart som beskrevs av Jean Édouard Gabriel Narcisse Paris 1896. Gyroweisia rohlfsiana ingår i släktet Gyroweisia och familjen Pottiaceae. Inga underarter finns listade i Catalogue of Life.